# Hongqi QM9
El Hongqi QM9 és un vehicle monovolum de luxe que serà produït pel fabricant xinés d'automòbils de luxe Hongqi, una filial del Grup FAW. Està prevista la seua comercialització a partir del 2022.

## Característiques
El novembre de 2021, el departament de comunicats de premsa de Hongqi va revelar extraoficialment el primer monovolum de la marca, el QM9 (nom en clau C095), a través d'imatges teaser. S'anuncià que el Hongqi QM9 entraria en producció de prova el 30 de gener de 2022 i començaria la producció completa el 30 de juny. En el moment del seu llançament, el QM9 competiria directament contra altres monovolums premium a la venda a la Xina, com ara el Buick GL8 i el Toyota Alphard.
Les opcions de motor del Hongqi QM9 seran un motor 2.0T L4 biturbo amb un sistema híbrid suau de 48V, que produeix 252 CV, i un motor V6 3.0T sobrealimentat que produeix 283 CV. El QM9 utilitzarà una transmissió de doble embragatge de 7 velocitats.